# Pseudhesperosuchus jachaleri
Pseudhesperosuchus jachaleri — вид архозаврів з групи псевдозухій, що існував у тріасовому періоді (237—227 млн років тому).

## Скам'янілості
Викопні рештки плазуна виявлені у відкладеннях формації Лос-Колорадос на північному заході Аргентини. Зразок складається з черепа та нижніх щелеп, більшої частини хребта, плечового поясу та частин кінцівок .Череп, хоч і майже повний, погано зберігся, а деякі його кістки та шви були помилково ідентифіковані протягом багатьох років.

## Опис
Ця тварина мала струнку статуру, її тіло підтримувалося довгими тонкими задніми ногами. Передні лапи були значно коротшими. Череп мав загострену форму з великими очними западинами та двома плоскими округлими заочними валиками. Задній фланець плоскої кістки також був збільшений. Ніздрі були маленькі та висунуті далеко вперед. Порівняно з більшістю подібних тварин, Pseudhesperosuchus був більшим за розміром і міг досягати й перевищувати два метри завдовжки.